# Договорные порты

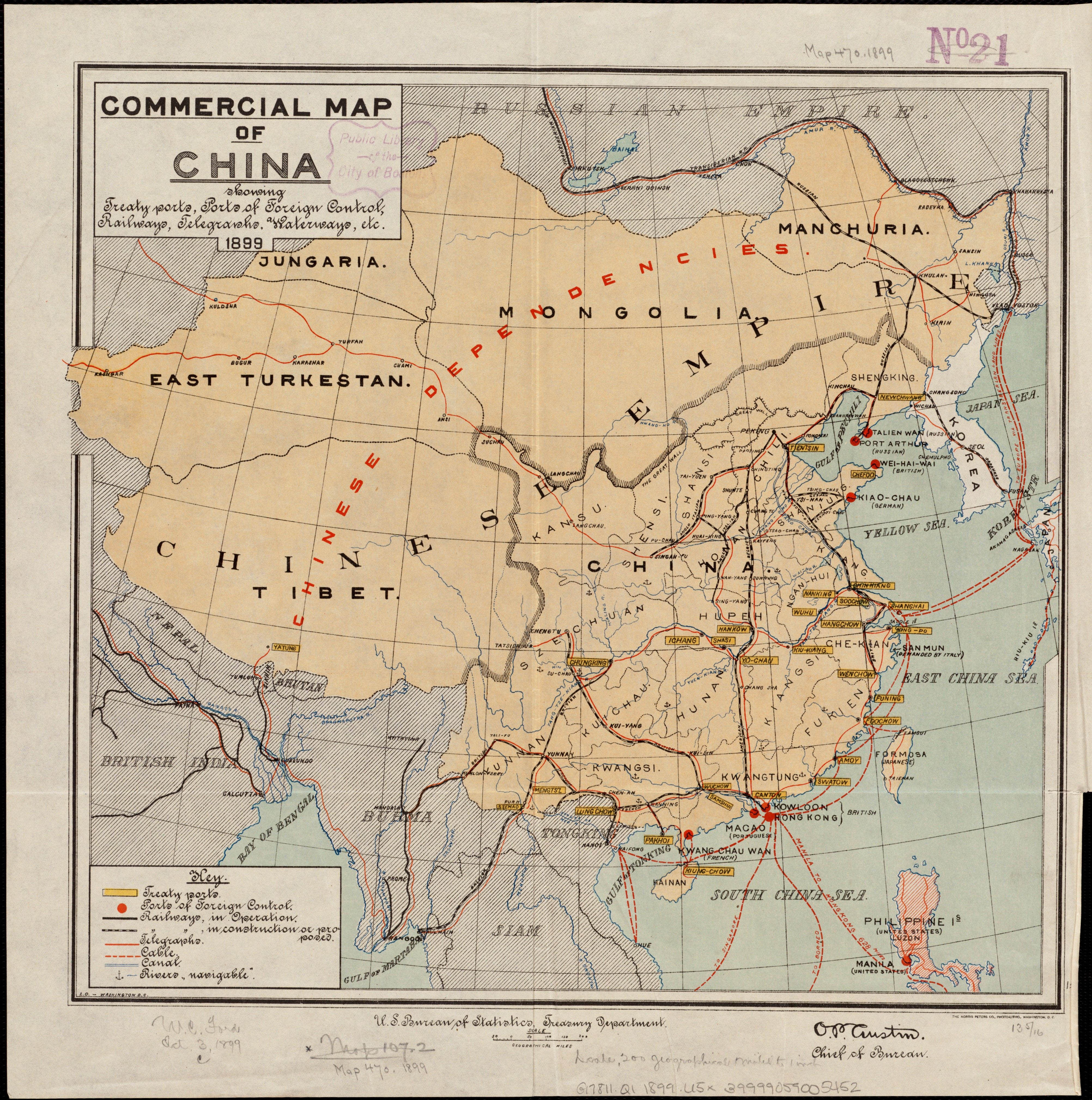
Торговая карта Китая 1899 года с указанием договорных портов

Договорные порты — это портовые города в Китае и Японии, которые были открыты для внешней торговли в основном «неравноправными договорами» с западными державами, а также города в Корее, открытые аналогичным образом Японской империей.

## Китайские договорные порты
Британцы основали свои первые договорные порты в Китае после завершения Первой опиумной войны по Нанкинскому договору в 1842 году. Помимо бессрочной передачи острова Гонконг Соединенному Королевству, договор также учредил пять договорных портов в Шанхае, Кантоне (Гуанчжоу), Нингпо (Нинбо), Фучшоу (Фучжоу) и Амой (Сямынь). В следующем году китайцы и британцы подписали Хумэньский договор, в который добавлялись положения об экстерриториальности и статусе наиболее благоприятствуемой нации для последней страны. Последующие переговоры с американцами (Вансяский договор 1844 г.) и французами (договор Вампоа 1844 г.) привели к дальнейшим уступкам для этих стран на тех же условиях, что и для британцев.
Вторая группа договорных портов была создана после окончания Второй опиумной войны, и, в конечном итоге, только в Китае было создано более 80 договорных портов с участием многих иностранных держав.

### Характеристики
Все иностранцы жили в престижных кварталах, недавно построенных для них на окраинах существующих портовых городов. Они пользовались правовой экстерриториальностью, как это было предусмотрено в неравноправных договорах. Иностранные клубы, ипподромы и церкви были созданы в крупных договорных портах. Некоторые из этих портовых районов были напрямую арендованы иностранными державами, например, в концессиях в Китае, что фактически вывело их из-под контроля местных властей.
Западные изображения китайских договорных портов сосредотачиваются на отличительной географии «пучка», длинной узкой полосе земли в отличном месте на набережной, где располагались предприятия, офисы, склады и резиденции всех иностранцев. Шанхайская набережная была самой большой и известной. Северный берег реки в Нинбо (ныне известный как Старая набережная) был первым в Китае, открывшимся в 1844 году, за 20 лет до Шанхайской набережной. Типичная набережная состояла из британских, немецких, французских, американских, японских и других граждан.
Даже скромная зарплата позволила бы им иметь многочисленных китайских слуг. Набережная представляла собой самоуправляемую организацию со своими магазинами, ресторанами, развлекательными заведениями, парками и церквями, судами, полицией и местными органами власти. Как правило, эти помещения были закрыты для местных жителей. Британцы, которые доминировали во внешней торговле с Китаем, обычно представляли наибольшее присутствие в таких местах. Бизнесмены и чиновники обычно привозили с собой свои семьи и оставались там на долгие годы, но отправляли своих старших детей обратно в Англию для получения образования.
Китайский суверенитет был лишь номинальным. Официально иностранным державам не разрешалось размещать воинские части в бухте, но на практике в гавани часто стояли один-два военных корабля.

### Договоры о капитуляции Китая
Система договорных портов в Китае просуществовала около ста лет. Она началась с Первой опиумной войны 1841 года и закончилась нападением на Перл-Харбор в 1941 году. Крупнейшими вовлеченными державами были британцы, французы и американцы, хотя к концу 19-го века были задействованы все крупные державы, включая страны Латинской Америки и Свободное государство Конго. Невозможно указать точную дату окончания эпохи договорных портов. Русские отказались от своих договорных прав после русской революции 1917 года, а немцы были вынуждены уступить свои договорные права после поражения в Первой мировой войне.
Норвегия добровольно отказалась от своих договорных прав в договоре о капитуляции 1931 года. Три основные договорные державы — британцы, американцы и французы — продолжали удерживать свои концессии и экстерриториальную юрисдикцию вплоть до Второй мировой войны. Это закончилось, когда японцы пошли на штурм своих концессий после нападения на Перл-Харбор в конце 1941 года. Затем они официально отказались от своих договорных прав в новом соглашении о «равных договорах» с национальным правительством Чан Кайши в изгнании в Чунцине в 1943 году.
Тем временем прояпонское марионеточное правительство в Нанкине подписало договор о капитуляции с французским правительством Виши в 1943 году. Этого не признал лидер Свободной Франции Шарль де Голль. В 1946 году, чтобы побудить китайцев покинуть северную половину Французского Индокитая, де Голль подписал договор о капитуляции с национальным (гоминьдановским) правительством Чан Кайши.
Все, что осталось от эпохи договорных портов в конце 1940-х годов, закончилось, когда коммунисты захватили Китай в 1949 году.

### Основные договорные порты
Энциклопедические подробности о каждом договорном порту, см. в книге Роберта Нильда Заграничные места Китая: иностранное присутствие в Китае в эпоху договорных портов, 1840—1943 (2015).

| Текущая провинция или муниципалитет | Города                               | Дата        | Держатели иностранных концессий |
| ----------------------------------- | ------------------------------------ | ----------- | --- |
| Шанхай                              | Шанхай                               | 1842-1946   | Большой Шанхай состоял из трех частей: Шанхайского международного поселения Соединённого Королевства и Соединённых Штатов, Французскую концессию Франции и Старого города Шанхая. |
| Цзянсу                              | Нанкин (Нанкинг)                     | 1858        | |
| Цзянсу                              | Чжэньцзян                            |             | |
| Цзянси                              | Цзюцзян                              |             | |
| Хубэй                               | Ханькоу, теперь часть Уханя (Ханкоу) | 1858-1945   | Соединённое Королевство; позже Франция, Германская империя и Японская империя |
| Хубэй                               | Шаши                                 |             | Японская империя |
| Хубэй                               | Ичан                                 |             | |
| Хунань                              | Чанша                                | 1937-1945   | Японская империя |
| Хунань                              | Yuezhou                              |             | |
| Сычуань                             | Чунцин                               |             | |
| Чжэцзян                             | Нинбо (Нингбо)                       | 1841-1842   | Соединённое Королевство |
| Чжэцзян                             | Вэньчжоу                             |             | Соединённое Королевство |
| Фуцзянь                             | Фучжоу (Фучшоу)                      | 1842-1945   | Соединённое Королевство, затем Японская империя |
| Фуцзянь                             | Сямынь (Амой)                        | 1842-1912   | Соединённое Королевство |
| Гуандун                             | Гуанчжоу (Кантон)                    | 1842-WWII   | Соединённое Королевство; затем Японская империя |
| Гуандун                             | Шаньтоу                              | 1858        | Соединённое Королевство |
| Гуандун                             | Sanshui                              |             | |
| Гуандун                             | Хайкоу (Qiongshan)                   | 1858        | |
| Гуанси                              | Бэйхай                               | 1876-1940е? | Соединённое Королевство, США, Германская империя, Австро-Венгрия, Франция, Королевство Италия, Португалия, Бельгия                                                                |
| Гуанси                              | Наньнин                              |             | |
| Юньнань                             | Мэнцзы                               |             | |
| Юньнань                             | Симао                                |             | |
| Юньнань                             | Тэнчун                               |             | |
| Шаньдун                             | Яньтай                               |             | |
| Хэбэй                               | Тяньцзинь (Tientsin)                 | 1860-1902   | Соединённое Королевство, США, Российская империя, Германская империя, Австро-Венгрия, Франция, Королевство Италия, Португалия, Бельгия                                            |
| Ляонин                              | Инкоу                                | 1858        | |
| Ляонин                              | Шэньян                               |             | |
| Гирин                               | Чанчунь                              |             | |
| Гирин                               | Хуньчунь                             |             | |
| Хэйлунцзян                          | Харбин                               | 1898-1946   | Российская империя, США, Германская империя; позже Японская империя и СССР |
| Хэйлунцзян                          | Айгунь                               |             | Российская империя, СССР |
| Хэйлунцзян                          | Маньчжурия                           |             | Российская империя, СССР |
| Синьбэй                             | Tamsui                               | 1862        | |
| Тайнань                             | Тайнань                              | 1858        | Франция |

### Арендованная территория
На этих территориях иностранные державы получили по договору аренды не только право на торговлю и льготы для своих подданных, но и поистине колониальный контроль над каждой концессионной территорией, де-факто аннексию:
| Территория          | Современная провинция | Дата                  | Арендатор               | Примечания |
| ------------------- | --------------------- | --------------------- | ----------------------- | --- |
| Квантунская область | Ляонин                | 1894-1898             | Императорская Япония    | Сейчас Далянь |
| Квантунская область | Ляонин                | 1898-1905             | Императорская Россия    | Сейчас Далянь |
| Квантунская область | Ляонин                | 1905-1945             | Императорская Япония    | Сейчас Далянь |
| Вэйхай              | Провинция Shandong    | 1898-1930             | Соединённое Королевство | |
| Циндао              | Провинция Shandong    | 1897-1922             | Германская империя      | |
| Новые Территории    | Гонконг               | 1842; 1860; 1898—1997 | Соединённое Королевство | Это территории, примыкающие к первоначальной бессрочной Гонконгской концессии и ее расширению в 1860 году в Цзюлуне |
| Гуанчжоувань        | Провинция Guangdong   | 1911-1946             | Франция                 | Теперь Чжаньцзян |

## Японские договорные порты
Япония открыла два порта для внешней торговли, Симода и Хакодате, в 1854 году (Канагавский договор) для Соединённых Штатов.
В 1858 году Договором о дружбе и торговле были определены еще четыре порта: Канагава, Кобэ, Нагасаки и Ниигата. За договором с США последовали аналогичные договоры с Великобританией, Нидерландами, Россией и Францией. Порты разрешили законную экстерриториальность для граждан стран-участниц договора.
Система договорных портов закончилась в Японии в 1899 году в результате быстрого перехода Японии к современному государству. Япония настойчиво добивалась пересмотра договора и в 1894 году подписала новый договор с Великобританией, который пересмотрел или отменил предыдущий «неравноправный» договор. Другие страны подписали аналогичные договоры. Новые договоры вступили в силу в июле 1899 года.

## Корейские договорные порты
После Договора Канхвадо 1876 года корейское королевство Чосон согласилось на открытие трех стратегических портов и распространение законной экстерриториальности на торговцев из Японии эпохи Мэйдзи. Первым портом, открытым таким образом, был Пусан, за которым вскоре последовали Инчхон и Вонсан. Эти города стали важными центрами торговой деятельности для торговцев из Китая и Японии вплоть до колонизации Кореи Японией в 1910 году.

### Основные источники
- Cortazzi, Hugh, ed. Victorians in Japan: In and around the Treaty ports (A&C Black, 2013), Anthology of primary sources.
- Dennys, Nicholas Belfield. The Treaty Ports of China and Japan. A Complete Guide to the Open Ports of Those Countries, Together with Peking, Yedo, Hongkong and Macao. Forming a Guide Book & Vade Mecum… With 29 Maps and Plans (1867).

## Внешние ссылки
- Архивировано 12 апреля 2016 года.
- WorldStatesmen: China
- Omniatlas: Map of treaty port system in China in 1907 (earlier dates also available)
- Treaty ports in China, 1557—1999